# Joe Louis
Joseph Louis Barrow (La Fayette, 13 de maio de 1914 — Paradise, 12 de abril de 1981) foi um pugilista norte-americano. Considerado um dos maiores pugilistas de todos os tempos, Louis manteve o título dos pesos pesados durante doze anos (1937-1948), defendendo-o em 26 lutas. Uma de suas lutas que marcou a sua carreira foi contra o alemão Max Schmelling, em 1938. Essa luta foi uma revanche de dois anos antes, quando Louis sofreu uma das piores derrotas de sua carreira para ele. Ganhou também contornos políticos depois que Hitler utilizou a vitória de Schmelling como propaganda do nazismo, provando que a raça ariana era superior. No fim, Louis venceu e manteve o seu título de campeão mundial.
Deixou os combates por dois anos. Quando voltou a calçar as luvas, Louis fez dez combates na tentativa de reconquistar o título mundial. O lutador conseguiu oito vitórias, mas perdeu para Ezzard Charles, em 1950, e anunciou que não lutaria mais. No ano seguinte, porém, enfrentou Rocky Marciano e foi nocauteado de novo. "Sou seu fã", disse Marciano, após o combate. O motivo pelo qual Joe lutou com Rocky Marciano foi o fato de estar tendo problemas financeiros em consequência de um golpe bancário aplicado pelo sócio de seu empresário.
Nos anos seguintes, Joe Louis virou árbitro de lutas e consumiu muita cocaína, tendo sido hospitalizado para tratamento. Ele também esteve internado para tratamento de distúrbios nervosos. Começou a ter alucinações de que a Máfia estaria tentando matá-lo com gás venenoso. Certa vez, ao entrar num quarto de hotel, ele tapou todas as entradas de ar com maionese. Chegava a montar uma barraca em cima da cama para se sentir mais protegido.
Morreu em 12 de abril de 1981, aos 66 anos, de ataque cardíaco.